# Antologia science-fiction Nemira '94
Antologia science-fiction Nemira '94 / Romanian SF Anthology Nemira '94  este o colecție de povestiri științifico-fantastice editată de George Anania și Romulus Bărbulescu și publicată de Editura Nemira în 1994 în Colecția Nautilus, numărul 49. Colecția este bilingvă (conține povestiri în limba română și traduse în limba engleză) și conține o prefață de N. Lee Wood și o postfață de Norman Spinrad.

## Cuprins
- „Prefață”, eseu de N. Lee Wood
- „Argumente pentru o luptă contra îngerilor” / „Arguments for a Combat Against the Angels” eseu de George Anania și Romulus Bărbulescu
- „Cruciada lui Moreaugarin”, povestire de Ovidiu Bufnilă
- „Pariu pe Văduva Neagră”, povestire de Cotizo Draia (din 1992)
- „Imagini dintr-o lume îndepărtată”, povestire de Silviu Genescu (povestire publicată și în Anatomia unei secunde, 1990)
- „Cântecul Libelungilor”, povestire de Mihail Grămescu (povestire publicată și în O planetă numită anticipație din 1985 și în În căutarea Atlantidei din 1990)
- „Imagini în oglindă”, povestire de Răzvan Haritonovici (povestire publicată și în Almanahul Anticipația din 1989)
- „Țara tuturor posibilităților”, povestire de Dănuț Ivănescu
- „Omul simbiotic”, povestire de Cristian Lăzărescu (povestire publicată și în Cronici microelectronice, 1990)
- „Peripețiile unor pământeni în Exterrior”, povestire de Lucian Merișca (povestire publicată și în O planetă numită anticipație, 1993; ulterior în Utopiae 2006)
- „Nemăsurate chinurile lui”, povestire de Alexandru Mironov (povestire publicată și în  Alfa: O antologie a literaturii de anticipație românești din 1983)
- „Semnul licornului”, povestire de Mircea Opriță (Semnul licornului, Editura Albatros (Fantastic Club), 1980)
- „Dans de lebădă mecanică”, nuveletă de Radu Pavel Gheo (din 1993)
- „Cassargoz” povestire de Cristian Tudor Popescu (povestire publicată și în Povestiri ciberrobotice Editura Științifică și Enciclopedică, 1985 și în Planetarium,  Editura Albatros (Fantastic Club), 1987)
- „Iosif”, povestire de Adrian Preda
- „Artele marțiale moderne”, povestire de Alexandru Ungureanu (din 1982)
- „Dragoste la căpușe”, povestire de Dănuț Ungureanu
- Postfață”, eseu de Norman Spinrad
- „Autorii”, eseu nesemnat
- „Așteptând în Ghermana”, fragment de Dănuț Ungureanu

## Legături externe
- Antologia science-fiction Nemira '94 la isfdb.org

## Vezi și
- Antologia Science-Fiction Nemira
- Lista volumelor publicate în Colecția Nautilus
- Lista cărților științifico-fantastice publicate în România după 1989
- Lista antologiilor de povestiri științifico-fantastice românești